# Miss Israel 2004
Miss Israel 2004, la 55.ª edición del concurso Miss Israel, se llevó a cabo en el Centro Internacional de Convenciones de Haifa en Haifa (Israel) el 22 de marzo de ese año.
Al final del evento, Sivan Klein, Miss Israel 2003, coronó como su sucesora a Gal Gadot. A principios de marzo, las candidatas viajaron a Praga (República Checa), y también a Dresde (Alemania).

## Resultados
| Posición          | Candidata                                                                             |
| ----------------- | ------------------------------------------------------------------------------------- |
| Miss Israel 2004  | - 16 - Gal Gadot                                                                      |
| Primera finalista | - 18 - Rita Lukin                                                                     |
| Segunda finalista | - 01 - Lior Keren                                                                     |
| Tercera finalista | - 05 - Helen Messala                                                                  |
| Top 6             | - 13 - Karin Lazar - 20 - Keren Friedman                                              |
| Top 10            | - 08 - Vicki Makrianis - 10 - Lital Rosenzweig - 11 - Moran Segev - 14 - Shiran Cohen |

## Jurado
El panel del jurado estuvo conformado por:
- Galit Wertheim - maquilladora.[3]
- Miki Boganim - estilista.[3]
- Irit Admoni Perlman - directora ejecutiva de Variety Israel.
- Miriam Nofach-Moses - jefa de redacción de la revista LaIsha.[3]
- Dana Epstein - directora ejecutiva de la revista LaIsha.[3]
- Judy Shalom Nir-Mozes - socialite y presentadora de televisión.
- Asta Bachar - representante de la empresa Saboklam.
- Guy Ha'Meiri - director ejecutivo de la agencia de modelos LOOK.
- Israel Kurt - director ejecutivo de la joyería H. Stern.[3]
- Dani Mizrahi - diseñador de moda.[3]
- Shalom Molyov - director ejecutivo de Adidas.
- Rina Mor - Miss Israel 1976 y Miss Universo 1976.[3]

## Candidatas
Veinte candidatas compitieron por el título.
| N.º | Nombre           | Nombre en hebreo | Edad | Altura          | Residencia     | Ref.   |
| --- | ---------------- | ---------------- | ---- | --------------- | -------------- | ------ |
| 1   | Lior Keren       | ליאור קרן        | 20   | 1,70 m (5′ 7″)  | Kiryat Tiv'on  | [ 5 ]  |
| 2   | Lila Hanig       | לילך הניג        | 18   | 1,71 m (5′ 7″)  | Petaj Tikva    | [ 6 ]  |
| 3   | Shani Saduf      | שני סדוף         | 19   | 1,71 m (5′ 7″)  | Tel Aviv       | [ 7 ]  |
| 4   | Sivan Itzkovich  | סיון איצקוביץ'   | 20   | 1,70 m (5′ 7″)  | Kiryat Ono     | [ 8 ]  |
| 5   | Helen Messala    | הלן מסלה         | 19   | 1,72 m (5′ 8″)  | Asdod          | [ 9 ]  |
| 6   | Noa Shein        | נועה שיין        | 20   | 1,73 m (5′ 8″)  | Kiryat Bialik  | [ 10 ] |
| 7   | Nadia Schneerson | נדיה שניאורסון   | 17   | 1,71 m (5′ 7″)  | Rejovot        | [ 11 ] |
| 8   | Vicki Makrianis  | ויקי מקריאניס    | 17   | 1,78 m (5′ 10″) | Herzliya       | [ 12 ] |
| 9   | Sion Bittern     | סיון ביטרן       | 18   | 1,73 m (5′ 8″)  | Tel Aviv       | [ 13 ] |
| 10  | Lital Rosenzweig | ליטל רוזנצוויג   | 19   | 1,74 m (5′ 9″)  | Nir Tzvi       | [ 14 ] |
| 11  | Moran Segev      | מורן שגב         | 23   | 1,77 m (5′ 10″) | Rejovot        | [ 15 ] |
| 12  | Odalia Ben-Porat | אודליה בן-פורת   | 22   | 1,72 m (5′ 8″)  | Guiv'at Ze'ev  | [ 16 ] |
| 13  | Karin Lazar      | קארין לזר        | 20   | 1,76 m (5′ 9″)  | Lod            | [ 17 ] |
| 14  | Shiran Cohen     | שירן כהן         | 18   | 1,76 m (5′ 9″)  | Kiryat Motzkin | [ 18 ] |
| 15  | Marina Kensky    | מרינה קנסקי      | 18   | 1,74 m (5′ 9″)  | Jolón          | [ 19 ] |
| 16  | Gal Gadot        | גל גדות          | 18   | 1,78 m (5′ 10″) | Rosh HaAyin    | [ 20 ] |
| 17  | Adi Azoulai      | עדי אזולאי       | 20   | 1,71 m (5′ 7″)  | Beerseba       | [ 21 ] |
| 18  | Rita Lukin       | ריטה לוקין       | 22   | 1,80 m (5′ 11″) | Asdod          | [ 22 ] |
| 19  | Natali Horev     | נתלי חורב        | 20   | 1,81 m (5′ 11″) | Jerusalén      | [ 23 ] |
| 20  | Keren Friedman   | קרן פרידמן       | 20   | 1,83 m (6′ 0″)  | Tel Aviv       | [ 24 ] |